# Верноле
Верноле (итал. Vernole) — коммуна в Италии, располагается в регионе Апулия, в провинции Лечче.
Население составляет 7574 человека (2008), плотность населения составляет 126 чел./км². Занимает площадь 60 км². Почтовый индекс — 73029. Телефонный код — 0832.
Покровителями коммуны почитаются святые Анна и Иоаким, празднование 26 июля.

## Демография
Динамика населения:

## Администрация коммуны
- Официальный сайт: http://www.comunedivernole.it/